# Cryptophyta
Order Cryptomonadales
Order Goniomonadales

Kryptomonaderne (eller kryptofytterne) er en gruppe alger, hvoraf de fleste har grønkorn. De er almindelige i ferskvand, men træffes også i miljøer med salt- eller brakvand. Hver celle er ca. 10-50 μm lang med en flad form, der afsluttes foran og bagtil med en fordybning eller lomme. Ved kanten af lommen findes typisk to uens lange flageller.
Nogle af dem kan have mixotrofi.
| Beskrevne ordener |

- Cryptomonadales
- Goniomonadales

## Karakteristika
Kryptomonader er kendetegnet ved, at de har nogle karakteristiske, såkaldte extrusomer (ejectisomer eller ejectosomer), der består af to forbundne, spiralsnoede bånd, der holdes spændt. Hvis cellerne bliver udsat for mekanisk, kemisk eller lysstress, udløses de og driver cellen frem i en zig-zag bane bort fra forstyrrelsen. Store ejectisomer, der er synlige under lysmikroskop, sidder i nærheden af lommen, mens de mindre findes underneden periplasten, den cellevæg, som er typisk for cryptofytterne.

## Klassificering
Oprindeligt blev cryptomonaderne betragtet som nære slægtninge til dinoflagellaterne på grund af deres (tilsyneladende) ensartede pigmentering. Senere har botanikere behandlet dem som en særlig afdeling, Cryptophyta, mens zoologer har opfattet dem som hjemmehørende i flagellatordenen Cryptomonadida. Der er solide beviser for, at kryptomonadernes grønkorn er beslægtede med heterokonternes og haptofytternes, og de tre grupper samles ofte som Chromista. For tiden diskuteres det, om de skal høre til hos riget Chromalveolata og danne gruppen hacrobia sammen med haptofytterne.